# Diodotos I.
Diodotos I. Sótér (řecky Διόδοτος Σωτήρ, cca 300 př. n. l. – cca 235 př. n. l.) byl prvním králem helénistického řecko-baktrijského království. Diodotos byl zpočátku satrapou Baktrie, ale kolem roku 255 př. n. l. získal nezávislost na Seleukovské říši a založil nové Řecko-baktrijské království. Přibližně v roce 250 př. n. l. Diodotos porazil parthské nájezdníky pod vedením Arsaka. Nechal razit velké množství mincí a spravoval mocné a prosperující království. Zemřel kolem roku 235 př. n. l. a jeho nástupcem se stal jeho syn Diodotos II.
Jeho vládu vylíčil Apollodóros z Artemity ve své Parthské historii, ale tento spis byl ztracen a dochované zdroje se o něm zmiňují jen letmo. Většina informací o Diodotově životě je tak známa jen díky numismatickému výzkumu a ze stručných odkazů u Iustina a dalších historiků.

## Satrapa Baktrie
Diodotos se stal seleukovským satrapou Baktrie-Sogdiany za vlády Antiocha II; baktrijská satrapie byla v minulosti tradičně podřízena následníkovi achaimenovského trůnu, což poukazuje na Diodotův mocenský vliv. Podle některých učenců se možná později oženil s dcerou Antiocha II., i když to není jisté. Takzvané Babylonské astronomické deníky zaznamenávají, že nejmenovaný baktrijský satrapa vyslal na začátku roku 273 př. n. l. do Babylonu stádo dvaceti válečných slonů, aby se připojili k seleukovským silám bojujícím proti ptolemaiovskému Egyptu v první syrské válce. Tento satrapa mohl být Diodotos nebo jeho předchůdce.  Archeologické důkazy pro toto období pocházejí převážně z vykopávek ve městě Aj Chanúm, kde v tomto období došlo k rozšíření zavlažovacích kanálů, výstavbě občanských budov a k určité vojenské činnosti – pravděpodobně k nájezdům kočovníků ze středoasijské stepi.

## Nezávislost na seleukovské říši
Diodotos vyhlásil nezávislost na Seleukovské říši a založil vlastní království, známé v moderní vědě jako Řecko-baktrijské království. O této události se krátce zmiňuje římský historik Iustinus: „Diodotos, správce tisíce baktrijských měst, zběhl a prohlásil se králem; všichni ostatní obyvatelé Orientu následovali jeho příkladu a odtrhli se od Makedonců.“
Přesné datum události je nejasné. Iustinus píše, že ke vzpouře došlo přibližně ve stejnou dobu, kdy Parthové dobyli Parthii, ale jeho datování této události je zmatené – klade ji do roku 256 př. n. l., ale za vlády Seleuka II. (246–225 př. n. l.); dle Strabóna Diodotos vyhnal Arsaka z Baktrie a uplatňoval proti Parthům nepřátelskou politiku.
Část vědců umísťuje vyhlášení nezávislosti do doby kolem roku 255 př. n. l. za vlády Antiocha II., jiní zase k období kolem roku 245 př. n. l. na začátek vlády Seleuka II. Několik badatelů vyjádřilo pesimismus ohledně možnosti vyřešit tuto debatu pomocí dostupných důkazů. Frank Holt tvrdí, že vznik nového království by měl být chápán jako postupný proces, ve kterém se Diodotos a další východní satrapové stávali stále více nezávislejší na Seleukovcích. Podle jeho názoru proces začal pravděpodobně v 50. letech 3. století př. n. l. a byl dokončen za vlády Seleuka II. Naproti tomu Jens Jakobssen tvrdí, že Diodotos získal nezávislost náhle v roce 246 nebo 245 př. n. l. během zmatků v období třetí syrské války.
Vyvrcholením postupného procesu či nenadálé akce bylo Diodotovo vlastní prohlášení za krále. Rozdělil území pod svou kontrolou na řadu satrapií, z nichž každá měla svého satrapu. Dvě z těchto satrapií, Aspionus a Turiva (zřejmě Tapurie) byly založeny na hranici s Parthií. Diodotos pokračoval v nepřátelství k Parthům po zbytek své vlády. Zemřel za vlády Seleuka II. kolem roku 235 př. n. l., pravděpodobně přirozenou smrtí. Jeho nástupcem se stal jeho syn Diodotos II.

## Mince

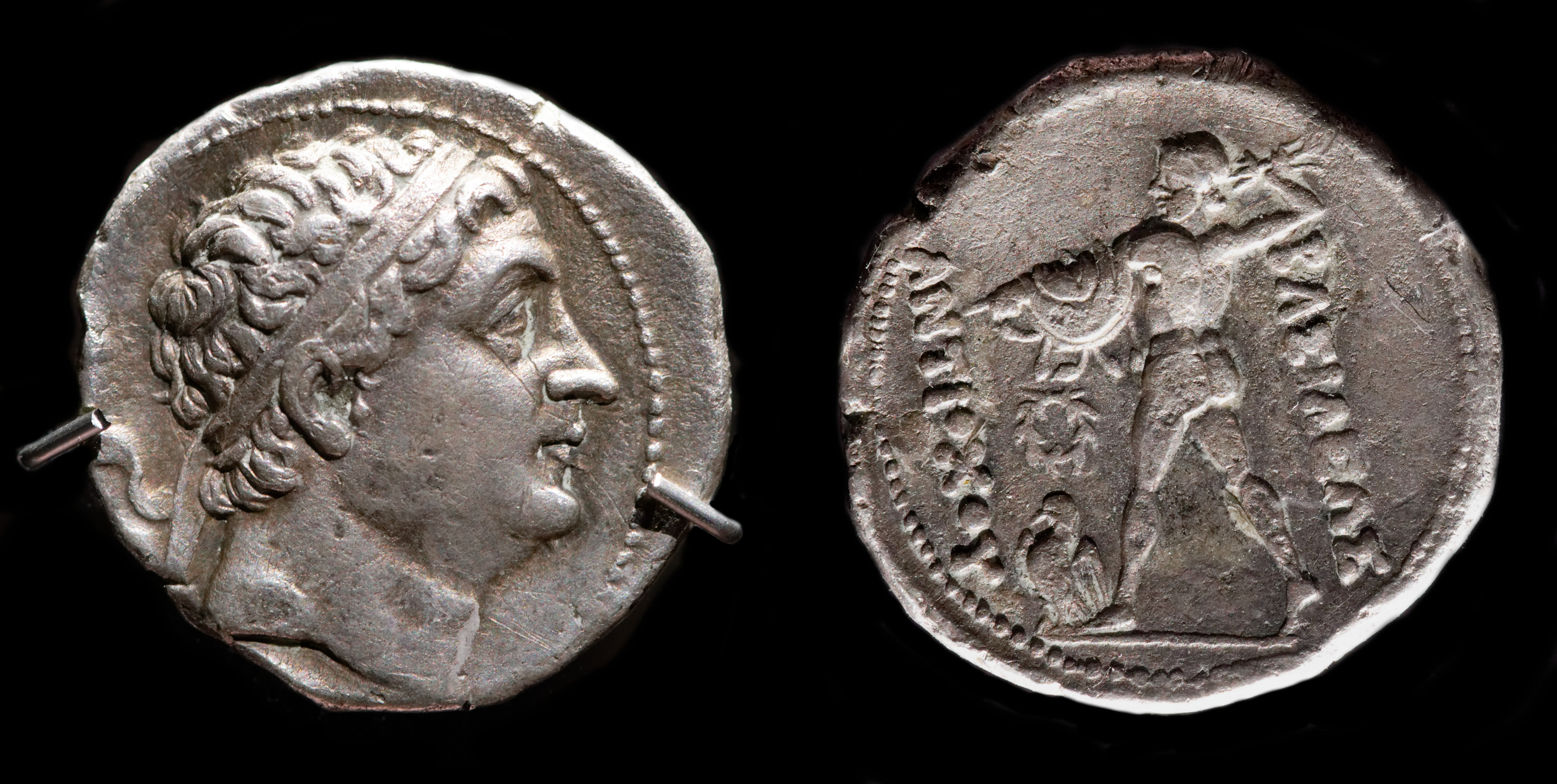
Tetradrachma Diodota I., okolo 250–240 př. n. l.

Než se Diodotos dostal k moci, existovala již v Baktrii mincovna se sídlem v Aj Chanúmu nebo v Baktře, která razila mince s portrétem vládnoucího seleukovského krále na líci a s vyobrazením Apollóna. Jako satrapa Diodotos pokračoval v ražbě těchto mincí ve jménu Antiocha II.
Podle výkladu Franka Holta zavedl Diodotos ještě jako satrapa novou ražbu, která se skládala z velkého počtu stříbrných tetradrachem a později malého počtu zlatých statérů. Tyto mince mají na líci mužskou hlavu s diadémem a pravděpodobně jde o vyobrazení samotného Diodota; jde o důkaz vzrůstající autonomie na úkor Seleukovců. Rub těchto mincí zobrazuje Dia připravujícího se mrštit svým bleskem. Volba Dia mohla být zamýšlena jako odkaz na samotného Diodota, jehož jméno v řečtině znamená „Diův dar“. Ke konci této série se na rubu vlevo od Dia objevuje malý věnec, symbol vítězství. Frank Holt předpokládá, že jde o připomínku vítězství nad Parthy a že toto vítězství bylo také zdrojem Diodotova přídomku sótér (zachránce). Datum, kdy tato ražba započala, není jasné, a Frank Holt předpokládá, že to bylo kolem roku 250 př. n. l.
Diodotos také nechal razit bronzové mince s hlavou Herma.